# Герасимов, Константин Григорьевич
Константин Григорьевич Герасимов (21 мая (3) июня 1912 год Москва — 15 февраля 1985, Москва) — советский певец-баритон, народный артист РСФСР (1962).

## Биография
Константин Григорьевич Герасимов родился 21 мая (3) июня 1912 года в Москве. В 1949 году окончил Московскую городскую оперную студию (класс Е. Б. Садовской).
С 1936 года — солист Ансамбля песни и пляски Советской Армии им. Александрова. Был исполнителем ведущего репертуара ансамбля, вместе с которым гастролировал во многих странах мира. С 1969 года был солистом Москонцерта.
Умер 15 февраля 1985 года. Похоронен на Ваганьковском кладбище.

## Награды и премии
- Заслуженный артист РСФСР (15.09.1955)[2].
- Народный артист РСФСР (1962).
- Орден Красной Звезды (1964).